# Felipe Bacarreza
Pedro Felipe Bacarreza Rodríguez (Santiago, 10 de junio de 1948) es un obispo emérito de la diócesis de Santa María de Los Ángeles de Chile.

## Biografía
Nació en Santiago el 10 de junio de 1948. Hijo de Ricardo Bacarreza de Montessus de Ballore y Ximena Rodríguez Cruchaga.
Después de sus estudios humanísticos, estudió Ingeniería Civil en la Pontificia Universidad Católica de Chile, donde en 1972 se recibió de Ingeniero Civil. Durante este tiempo, maduró su vocación al sacerdocio. Continuó inmediatamente sus estudios en el Pontificio Seminario de Santiago y en la Facultad de Teología de la Universidad Católica, donde obtuvo el grado académico de Licenciado en Teología.
El 17 de abril de 1977 recibió la ordenación sacerdotal de manos del Cardenal Raúl Silva Henríquez, entonces Arzobispo de Santiago. Siguió estudios en el Instituto Bíblico de Roma, donde obtuvo la licenciatura en Sagrada Escritura.
De regreso a Santiago, al poco tiempo fue nombrado párroco en la Parroquia Nuestra Señora de la Paz, en la Zona Cordillera de Santiago. Más tarde, en 1983, fue llamado a Roma al servicio de la Santa Sede en la Congregación para la Educación Católica, ocupándose de los Seminarios de América Latina. Además de su actividad en esa Congregación, en Roma colaboraba en una Parroquia y, además, asistía a enfermos en un Hospital del Cáncer.
El 16 de julio de 1991 el Papa Juan Pablo II lo eligió Obispo titular de Nepi y Auxiliar de Mons. Antonio Moreno, Arzobispo de Concepción. Fue ordenado Obispo en la Catedral de Concepción el 8 de septiembre de 1991 por Mons. Antonio Moreno, Arzobispo de Concepción. Co-consagrantes principales fueron Mons. Carlos Oviedo, Arzobispo de Santiago, y Mons. Jorge Medina, Obispo de Rancagua.
El 1 de enero de 1996 fue nombrado Rector de la Universidad Católica de la Santísima Concepción y ocupó este cargo hasta el 31 de diciembre de 2000. Desde su llegada a Concepción hasta ahora da clases de Sagrada Escritura en el Seminario Metropolitano de Concepción. Se desempeñó también como Administrador de Bienes de la Arquidiócesis.
En su misión como Obispo Auxiliar ha tenido especial preocupación por la promoción vocacional, la difusión de la adoración al Santísimo Sacramento en la Hora Santa, la institución de la iniciación cristiana de adultos y la formación de los diáconos permanentes. Actualmente se desempeña como Presidente de la Comisión Nacional de Pastoral Penitenciaria de la Conferencia Episcopal de Chile.
El 6 de enero de 2006 el Papa Benedicto XVI lo nombró Obispo de la diócesis de Santa María de Los Ángeles. El día sábado 23 de marzo de 2024 el Sumo pontífice le acepta su renuncia y concluyen así 18 años de gobierno diocesano. 

Su lema episcopal es “Sub tuum praesidium” (Bajo tu amparo).